# Fourging the Furnace
Fourging the Furnace – pierwszy minialbum zespołu Halford.

## Lista utworów
1. "Wrath Of God" – 3:11
2. "Handing Out Bullets" – 3:16
3. "Fugitive" – 4:02
4. "She" – 4:01
5. "Betrayal" (teledysk) – 3:04
6. "In The Morning" (teledysk) – 2:26

## Twórcy
- Rob Halford – wokal
- Roy Z – gitara
- Mike Chlasciak – gitara
- Mike Davis – gitara basowa
- Bobby Jarzombek – perkusja